# 埼玉県道307号福田鴻巣線

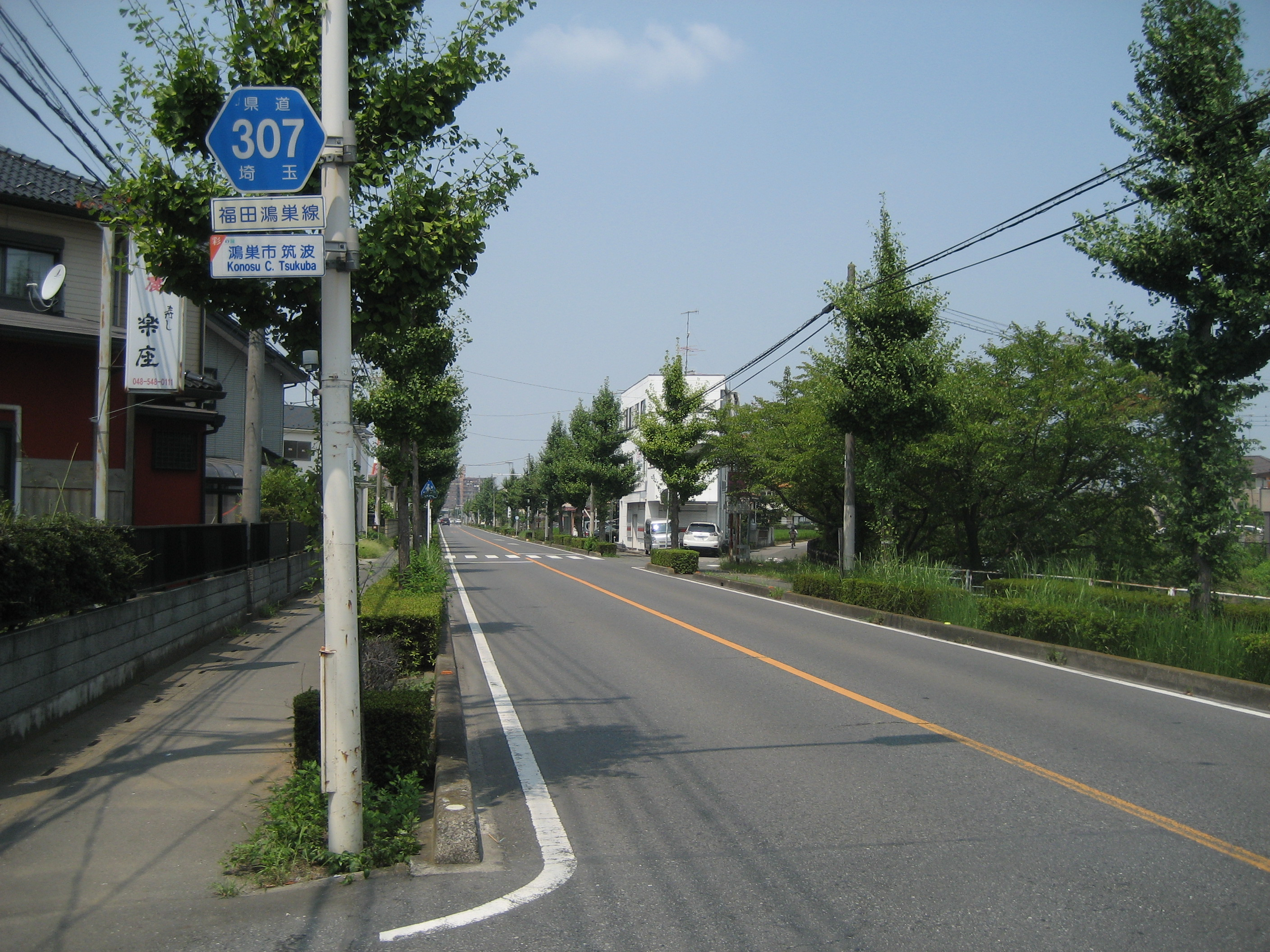
鴻巣市筑波付近

埼玉県道307号福田鴻巣線（さいたまけんどう307ごう ふくだこうのすせん）は、埼玉県比企郡滑川町福田の熊谷東松山道路の交差点から、埼玉県鴻巣市袋の国道17号・袋交差点を結ぶ県道である。

## 歴史
- 2007年4月1日 路線名を埼玉県道307号福田吹上線から埼玉県道307号福田鴻巣線へ変更。

## 接続する主な道路
- 熊谷東松山道路（旧熊谷東松山有料道路） - 比企郡滑川町福田、「福田」
- 埼玉県道257号冑山熊谷線 - 熊谷市冑山、(交差点名無し)・東松山市東平、「東平（北）」 ※ 2ヶ所で交差するが、経路が異なるため重複区間では無い。
- 大里比企広域農道 - 吉見町中曽根飛地 ※ 行田東松山線との合流地点、「大芦橋（南）」
- 埼玉県道345号小八林久保田下青鳥線 - 熊谷市小八林 荒川堤防上 ※ 行田東松山線との重複区間内
- 国道17号 - 鴻巣市袋、「袋」

## 重複区間
- 埼玉県道155号さいたま武蔵丘陵森林公園自転車道線（埼玉県滑川町山田 武蔵丘陵森林公園 - 埼玉県熊谷市小八林 荒川堤防上）
- 国道407号（埼玉県熊谷市 東平(北)交差点 - 冑山交差点）
- 埼玉県道66号行田東松山線（埼玉県吉見町中曽根 大芦橋(南）- 埼玉県鴻巣市 榛名陸橋(北)交差点 - 吹上駅前交差点）
- 埼玉県道365号鎌塚鴻巣線（埼玉県鴻巣市 榛名陸橋(北)交差点 - 吹上駅前交差点 - 筑波交差点）

## 沿線の施設
- 国営武蔵丘陵森林公園
- 和田吉野川・荒川（大芦橋）
  - 荒川水管橋
- 富士電機（富士電機機器制御）吹上工場
- 元荒川
- 西友吹上店
- 吹上駅
- 富士電機設備技術センター
- FUJI MALL 吹上
  - ロピア吹上店
  - TSUTAYA鴻巣吹上店
  - デンキチ鴻巣吹上店
- 埼玉県防災学習センター
- ジョーシン鴻巣店
- ホテルルートイン鴻巣